# Eisenbahnausbesserungswerk Speldorf

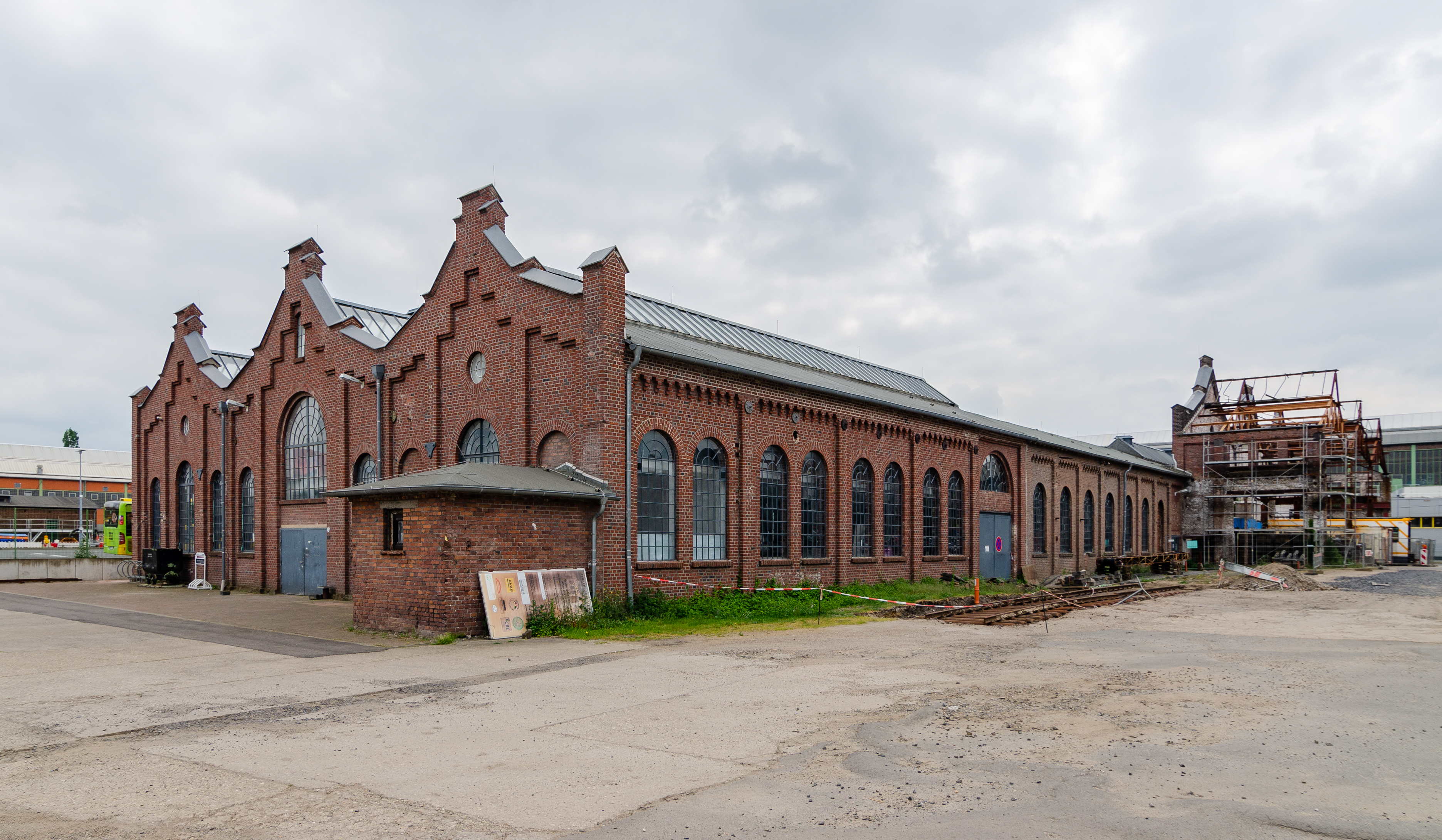
Alte Dreherei (2020)

Das Ausbesserungswerk Speldorf wurde 1874 von der Rheinischen Eisenbahngesellschaft in Mülheim-Broich gegründet und nach dem naheliegenden Bahnhof Speldorf benannt. Nach dem Ende der Dampflokomotivenära wurde es 1959 geschlossen. Inzwischen wird das Gelände anderweitig genutzt, einige Bauten stehen unter Denkmalschutz.

## Geschichte

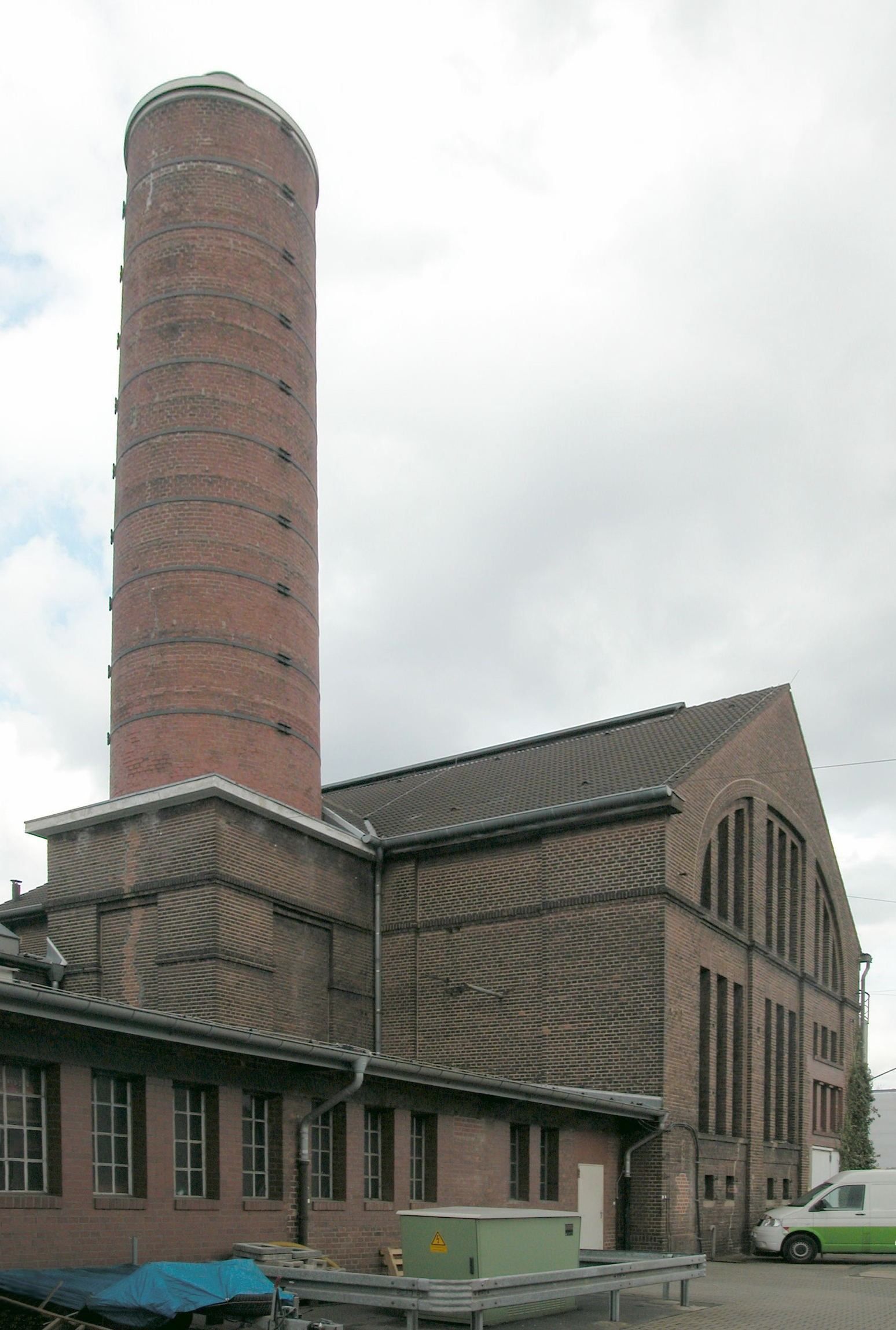
Medl-Kraftwerk in der Mitte des Geländes (2008)

Die Rheinische Eisenbahn unterhielt lediglich in Köln-Nippes ein Ausbesserungswerk, das aber am Rande seiner Kapazität und am Rande des über 1000 Kilometer langen Streckennetzes lag. 1874 wurde daher ein weiterer Betriebshof zur Wartung der 453 Lokomotiven und über 11.000 Güterwaggons in Mülheim an der Ruhr gegründet. Der Aushub des egalisierten Geländes wurde für den Bau der Bahndämme an der Duisburg-Hochfelder Eisenbahnbrücke über den Rhein verwendet.
Den Namen Speldorf erhielt das Werk durch die Nähe des Bahnhofs Speldorf, zu dem es auch Anschlüsse einschließlich des Ringlokschuppens hatte.
1880 wurde die Rheinische Eisenbahngesellschaft in der Preußischen Staatsbahn verstaatlicht. Das Speldorfer Werk hieß nun Hauptwerkstatt und wurde mehrfach erweitert. Allerdings erwies sich das Gelände trotzdem als zu klein, sodass 1914 die Wartung der Güterwaggons in ein weiteres Ausbesserungswerk nach Duisburg-Wedau verlegt wurde. Speldorf kümmerte sich von da an nur noch um Dampflokomotiven, auf dem freigewordenen Gelände errichtete man dazu eine Kesselschmiede und 1918 eine zusätzliche Lokrichthalle in Stahlbindertechnik mit zwei Parallelschiffen und einem zweigeschossigen dritten Schiff für die Zubringerwerkstätten. Sie maß 254 mal 57 Meter, zählte damit zu den längsten Ausbesserungshallen der Deutschen Reichsbahn. Neu an dieser Halle waren auch die 90 längs gebauten Arbeitsstände anstelle der bisher üblichen Querstände, bei denen die innen liegenden Schiebebühnen wegfallen konnten und die Durchlaufzeiten der Loks auf ein Drittel verkürzt wurden. Die alte Lokrichthalle, die Schmiede und die Dreherei wurden weiterhin genutzt.
Zu Beginn arbeiteten 150 bis 200 Leute in der Hauptwerkstatt, zu Hochzeiten der Dampfeisenbahn in den 1950er Jahren warteten bis zu 2000 Menschen jährlich über 1000 Dampflokomotiven.
Im Zweiten Weltkrieg hatte die Reichsbahn bis zu 1600 Zwangsarbeiter in Mülheim in Lagern untergebracht, eines davon war auf dem Gelände des Ausbesserungswerks.
1955 stellte der zuständige Abteilungsdirektor der Deutschen Bundesbahn fest: „Die Speldorfer Lokwerkstätten gehören zu den wirtschaftlich am besten arbeitenden Betrieben der Bundesbahn, wenn sie nicht sogar die Spitze einnehmen. Deshalb ist es unverständlich, dass man ausgerechnet Speldorf stillzulegen denkt.“ Mit dem Ende der Dampflokzeit wurde das Ausbesserungswerk Speldorf am 31. März 1959 geschlossen.
1962 übernahm die Stadt Mülheim an der Ruhr das Ausbesserungswerk und den größten Teil des Geländes.

### Heutige Nutzung

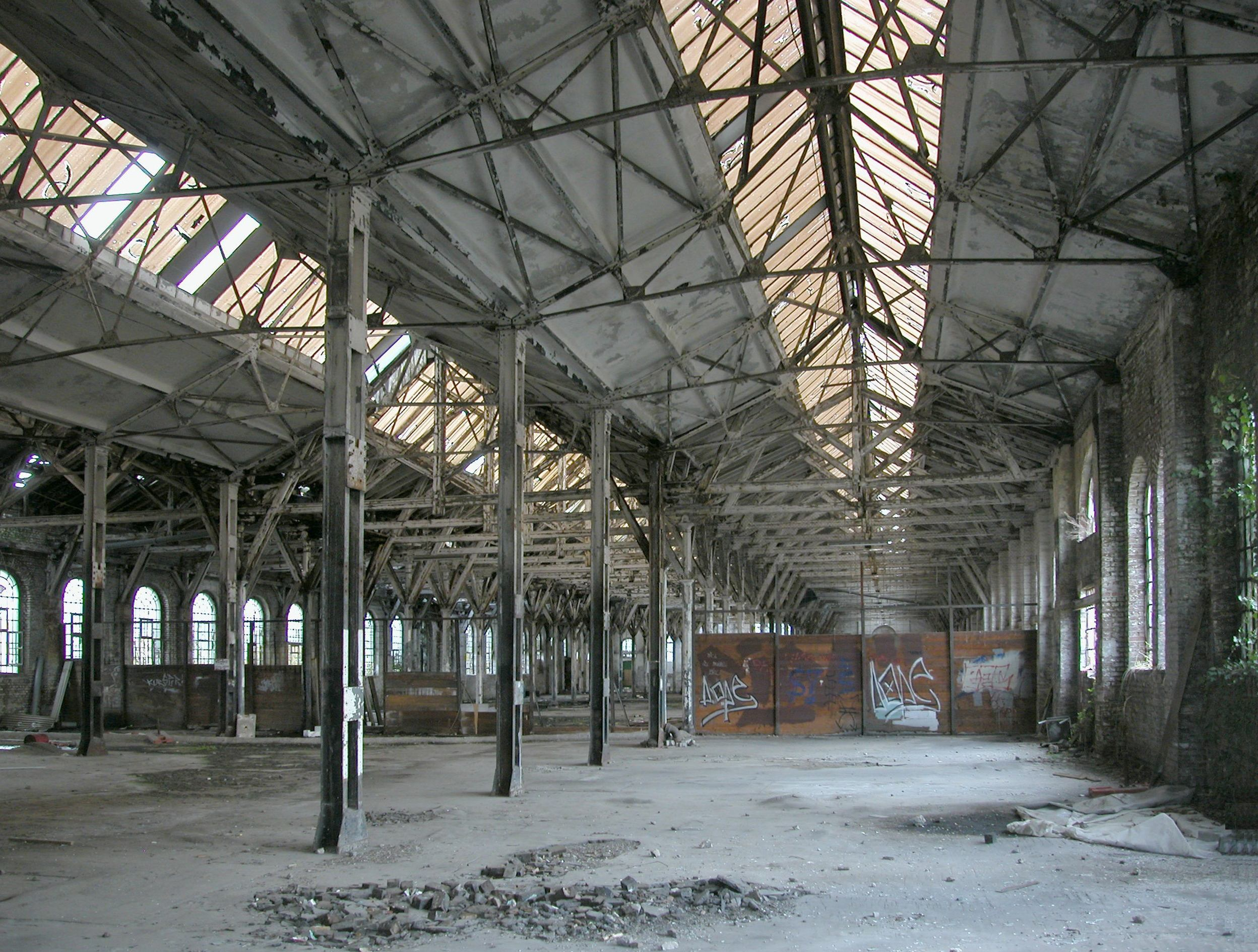
Alte Dreherei, Aufnahme von April 2008

Seit 1991 stehen einige der Großbauten auf dem Gelände unter Denkmalschutz. Die zeitliche Staffelung dieser Bauten und damit ihre unterschiedliche, jeweils dem Stand der Technik entsprechende Konstruktion zeichnet das Gelände als besonderes geschichtliches Dokument aus.
Die Stadt hat in der alten Lokrichthalle den Betriebshof ihrer Mülheimer VerkehrsGesellschaft für Straßenbahnen und Autobusse eingerichtet.
Das älteste erhaltene Gebäude, die Alte Dreherei, wurde 2007 von verschiedenen Mülheimer Vereinen ersteigert, seitdem restauriert und zum Haus der Vereine ausgebaut.
Gegenüber befindet sich die Hauptfeuerwache Mülheim mit einem Brand-Übungshaus und der Freiwilligen Feuerwehr Broich.
Erhalten ist auch noch einer der drei Ringlokschuppen des östlich benachbarten Bahnbetriebswerkes, der seit 1918 als Kraftwagen-Betriebswerk genutzt wurde. Er wird als Kulturzentrum genutzt.
Auf der Nordseite der ehemaligen Bahngleise liegt ein Gewerbepark.